# Kigali Solaire
Kigali Solaire är en solenergianläggning i Rwanda. Den byggdes 2007 på Mont Jali nära huvudstaden Kigali. Anläggningen använder fotovoltaik och har ett effektmaximum på 250 kW och en uppskattad årsproduktion på 325 000 kWh.